# IPython
IPython (англ. Interactive Python) — интерактивная оболочка для языка программирования Python, которая предоставляет расширенную интроспекцию, дополнительный командный синтаксис, подсветку кода и автоматическое дополнение. Является компонентом пакетов программ SciPy и Anaconda.

## Другие возможности
IPython позволяет осуществлять неблокирующее взаимодействие с Tkinter, GTK, Qt и WX. Стандартная библиотека Python включает лишь Tkinter. IPython может интерактивно управлять параллельными кластерами, используя асинхронные статусы обратных вызовов и/или MPI. IPython может использоваться как замена стандартной командной оболочки операционной системы, особенно на платформе Windows, возможности оболочки которой ограничены. Поведение по умолчанию похоже на поведение оболочек UNIX-подобных систем, но тот факт, что работа происходит в окружении Python, позволяет добиваться большей настраиваемости и гибкости.
Начиная с версии 4.0, монолитный код был разбит на модули, и независимые от языка модули были выделены в отдельный проект Jupyter. Наиболее известной веб-оболочкой для IPython является Jupyter Notebook (ранее известный как IPython Notebook), позволяющая объединить код, текст и изображения, и распространять их для других пользователей.

## Пресса
IPython упоминается в популярной компьютерной прессе, и представлялся на научных конференциях. При научной и инженерной работе часто используется вместе с библиотекой для визуализации Matplotlib.